# STS–111
Az STS–111 jelű küldetés az amerikai űrrepülőgép-program 110., a Endeavour űrrepülőgép 18. repülése.

## Jellemzői
Az ISS 4. személyzetét (1 orosz, 2 amerikai) váltotta az 5. személyzet (1 orosz, 2 amerikai). Ez volt a Francia Űrügynökség (CNES) utolsó küldetése, űrhajós csoportját megszüntette és átadta az ESA részére.
A beépített kanadai Canadarm (RMS) manipulátor kart 50 méter kinyúlást biztosított (műholdak indítás/elfogása, külső munkák [kutatás, szerelések], hővédőpajzs külső ellenőrzése) a műszaki szolgálat teljesítéséhez. Az MPLM teherűrhajót visszaemelte az űrrepülőgép rakterébe.

## Első nap
Eredetileg 2002. május 30-án tervezték indítását, de a rossz időjárás miatt csak június 5-én a szilárd hajtóanyagú gyorsítórakéták, Solid Rocket Booster(SRB) segítségével Floridából, a Cape Canaveral (KSC) Kennedy Űrközpontból, a LC39–A (LC–Launch Complex) jelű indítóállványról emelkedett a magasba. Az orbitális pályája 91,9 perces, 51,6 fokos hajlásszögű, elliptikus pálya perigeuma 387 kilométer, az apogeuma 384 kilométer volt. Felszálló tömeg indításkor 116 523 kilogramm, leszálló tömeg 99 385 kilogramm. Szállított hasznos teher 12 058 kilogramm.
Június 7-én dokkoltak, majd első feladatként megkezdték a legénységi ülések cseréjét.

## Hasznos teher
Az olasz MPLM Raffaello teherűrhajóval logisztikai árút (víz, élelmiszer, ruházat, személyes tárgyak, orvosi- eszközök, berendezések, kutatási- kísérleti anyagok és eszközök) szállítottak. Visszafelé bepakolták a csomagoló anyagokat, a szemetet. A beépített kanadai Canadarm2 (RMS) manipulátor kart segítségével kiemelték az űrrepülőgép rakteréből és az űrállomás Unity kikötőmoduljához csatlakoztatták. Elválást követően az űrrepülőgép lassú sodródással távolodott, majd 450 méter távolságban indították a főmotorokat.

### Űrséták
Első űrséta (kutatás, szerelés) alkalmával a P6 rácselem szerelési munkálatait végezték. A P6 rácselem két napelemszárny és az ideiglenes radiátorok hordozója. Második űrtevékenységük célja az STS–110 küldetésén telepített Mobile Base System (MBS), és a Mobile Transporter (MT) platformokat visszanyerték. A harmadik űrsétán az űrállomás Canadarm2 manipulátor egyik mozgató csuklórendszerét cserélték.
(zárójelben a dátum és az időtartam)
- EVA 1: Chang és Perrin (2002. június 9., 7 óra 14 perc)
- EVA 2: Chang és Perrin (2002. június 11., 5 óra 00 perc)
- EVA 3: Chang és Perrin (2002. június 13., 7 óra 17 perc)

## Tizenharmadik nap
2002. június 19-én Kaliforniában az Edwards légitámaszponton (AFB) szállt le. Összesen 13 napot, 20 órát, 35 percet és 56 másodpercet töltött a világűrben. 9 300 000 kilométert (5 800 000 mérföldet) repült, 217 alkalommal kerülte meg a Földet. Egy különlegesen kialakított Boeing 747 tetején visszatért kiinduló bázisára.

## Személyzet
(zárójelben a repülések száma az STS–111 küldetéssel együtt)
- Kenneth Dale Cockrell (5), parancsnok
- Paul Scott Lockhart (1), pilóta
- Franklin Chang Diaz (7), küldetésfelelős
- Philippe Perrin (1), küldetésfelelős – Francia Űrügynökség (CNES)
- Valerij Grigorjevics Korzun (2), küldetésfelelős/ISS parancsnoka – Orosz Szövetségi Űrügynökség (RKA)
- Peggy Annette Whitson (1), küldetésfelelős/fedélzeti mérnök
- Szergej Jevgenyjevics Trescsov (1), küldetésfelelős/fedélzeti mérnök – (RKA)

### Tartalék személyzet
- Scott Joseph Kelly pilóta
- Alekszandr Jurjevics Kaleri fedélzeti mérnök
- Dmitrij Jurjevics Kondratyjev fedélzeti mérnök

### Visszatérő személyzet
- Kenneth Dale Cockrell (5), parancsnok
- Paul Scott Lockhart (1), pilóta
- Franklin Chang Diaz (7), küldetésfelelős
- Philippe Perrin (1), küldetésfelelős
- Jurij Ivanovics Onufrijenko (2), ISS parancsnoka/küldetésfelelős – (RKA)
- Carl Erwin Walz (4), fedélzeti mérnök/küldetésfelelős
- Daniel Wheeler Bursch (4), fedélzeti mérnök/küldetésfelelős